# Alef dos Santos Saldanha
Alef dos Santos Saldanha, meglio noto come Alef (Nova Odessa, 28 gennaio 1995), è un calciatore brasiliano, centrocampista dell'Inter de Limeira.

## Caratteristiche tecniche
È un mediano che può giocare come difensore centrale.

## Carriera

### Nazionale
È stato convocato dal Brasile per disputare i Mondiali Under-20 2015.

## Palmarès

### Club

#### Competizioni nazionali
- Coppa del Portogallo: 1

Braga: 2015-2016
- Supercoppa di Cipro: 2

Apollōn Limassol: 2017
APOEL: 2019